# Argos Volley 2013-2014
Questa voce raccoglie le informazioni riguardanti l'Argos Volley nelle competizioni ufficiali della stagione 2013-2014.

## Stagione
La stagione 2013-14 è per l'Argos Volley, sponsorizzata dal Globo Banca Popolare del Frusinate, la quinta consecutiva in Serie A2; in panchina viene chiamato Marco Fenoglio, poi sostituito nel finale di stagione da Alberto Gatto, mentre la rosa, eccetto pochissime conferme, viene completamente rivoluzionata: arrivano infatti alla società laziale Nicola Daldello, Alessio Fiore, Hiosvany Salgado, Vincenzo Tamburo, Daniele Tomassetti, Matteo Casarin e Marcus Guttmann, anche se quest'ultimo abbandona la squadra poco dopo; tra le cessioni quelle di Simone Anzani, Francesco Fortunato, Daniele Mazzone, Adriano Paolucci e Giuseppe Patriarca.
Il campionato si apre con la sconfitta casalinga contro il Volley Potentino, mentre la prima vittoria nella giornata successiva ai danni del Volley Brolo: a questa seguono altri due successi, prima di un nuovo stop contro la Pallavolo Padova; nel resto del girone di andata l'Argos Volley si aggiudica altre quattro gare su cinque disputate chiudendo al quarto posto in classifica e qualificandosi per la Coppa Italia di categoria. Il girone di ritorno comincia con tre vittorie consecutive ed una sconfitta rimediata contro la Materdomini Volley: il resto del campionato vede la formazione di Sora sempre vittoriosa eccetto contro il Volley Milano, chiudendo la regular season al terzo posto, accedendo ai play-off promozione. Nei quarti di finale incontra il club di Castellana Grotte, che sconfigge in due gare, accedendo così alle semifinali: la sfida è con la Libertas Brianza, la quale dopo aver vinto gara 1 e gara 2, perde gara 3, ma ottenuto il successo in gara 4, elimina dalla competizione i laziali.
L'Argos Volley si qualifica alla Coppa Italia di Serie A2 grazie al quarto posto al termine del girone di andata nella Serie A2 2013-14: tuttavia esce dalla competizioni alle semifinali, dopo aver rimediato una sconfitta per 3-0 contro la Pallavolo Padova.

## Organigramma societario
Area direttiva
- Presidente: Enrico Vicini
- Vicepresidente: Ubaldo Carnevale

Area organizzativa
- Team manager: Admirim Lami
- Direttore generale: Enrico Vicini, Alberico Vitullo (fino al 14 aprile 2014)
- Assistente direttore generale: Antonella Evangelista

Area tecnica
- Allenatore: Marco Fenoglio (fino al 14 aprile 2014), Alberto Gatto (dal 16 aprile 2014)
- Allenatore in seconda: Maurizio Colucci
- Scout man: Francesco Frasca
- Video man: Franco Vicini
- Allesantore settore giovanile: Ottavio Conte, Alberto Gatto (fino al 2 settembre 2013)
- Responsabile settore giovanile: Maurizio Colucci, Alessandro Tiberia, Diego Tuzi

Area comunicazione
- Ufficio stampa: Carla De Caris
- Area comunicazione: Rosario Capobianco, Carla De Caris
- Webmaster: Antonello Alonzi
- Speaker: Matteo La Posta
- Fotografo: Claudia Di Lollo
- Regia audio palasport: Roberto Conte
- Telecronista: Pierluigi Abaldo

Area marketing
- Ufficio marketing: Carla De Caris, Carlo Saccucci
- Logistica: Viktoria Guchgeldyeva
- Biglietteria: Elena Khvan

Area sanitaria
- Medico: Elvio Quaglieri (dal 2 settembre 2013)
- Preparatore atletico: Marco Fenoglio
- Fisioterapista: Antonio Ludovici
- Ortopedico: Raffaele Cortina
- Massaggiatore: Luigi Duro

## Rosa
| N° | Nome               | Ruolo | Data di nascita   | Nazionalità sportiva |
| -- | ------------------ | ----- | ----------------- | -------------------- |
| 1  | Alessio Fiore      | S     | 25 dicembre 1982  | Italia               |
| 2  | Marcus Guttmann    | S     | 9 luglio 1991     | Austria              |
| 3  | Kyle Williamson    | S     | 21 giugno 1989    | Canada               |
| 4  | Luca Beccaro       | P     | 25 gennaio 1988   | Italia               |
| 5  | Cesare Gradi       | S/O   | 2 gennaio 1988    | Italia               |
| 6  | Nicola Daldello    | P     | 6 maggio 1983     | Italia               |
| 7  | Federico Bonami    | L     | 29 settembre 1984 | Italia               |
| 8  | Daniele Tomassetti | C     | 7 agosto 1981     | Italia               |
| 10 | Allan de Araújo    | S     | 26 giugno 1990    | Brasile              |
| 11 | Vincenzo Tamburo   | S/O   | 1º ottobre 1985   | Italia               |
| 12 | Matteo Casarin     | S     | 20 giugno 1991    | Italia               |
| 13 | Hiosvany Salgado   | C     | 13 dicembre 1979  | Italia               |
| 14 | Marco Lo Bianco    | L     | 15 settembre 1990 | Italia               |
| 14 | Marco Rizzo        | L     | 2 gennaio 1990    | Italia               |
| 16 | Mario Gaudieri     | L     | 13 gennaio 1995   | Italia               |
| 17 | Rudi Rea           | L     | 20 agosto 1992    | Italia               |
| 18 | Marco Cittadino    | S     | 23 marzo 1984     | Italia               |

## Mercato
| Acquisti | Acquisti           | Acquisti             | Acquisti   |
| R.       | Nome               | da                   | Modalità   |
| -------- | ------------------ | -------------------- | ---------- |
| P        | Luca Beccaro       | Olimpia Sant'Antioco | definitivo |
| L        | Federico Bonami    | Lupi Santa Croce     | definitivo |
| S        | Matteo Casarin     | Genova               | definitivo |
| S        | Marco Cittadino    | Genova               | definitivo |
| S        | Allan de Araújo    | Funvic               | definitivo |
| P        | Nicola Daldello    | Sir Safety Perugia   | definitivo |
| S        | Alessio Fiore      | Altotevere           | definitivo |
| S/O      | Cesare Gradi       | Altotevere           | definitivo |
| L        | Marco Lo Bianco    | Altotevere           | definitivo |
| L        | Marco Rizzo        | Brolo                | definitivo |
| C        | Hiosvany Salgado   | Padova               | definitivo |
| S/O      | Vincenzo Tamburo   | Sir Safety Perugia   | definitivo |
| C        | Daniele Tomassetti | Sir Safety Perugia   | definitivo |
| S        | Kyle Williamson    | Windsor              | definitivo |

| Cessioni | Cessioni            | Cessioni           | Cessioni   |
| R.       | Nome                | a                  | Modalità   |
| -------- | ------------------- | ------------------ | ---------- |
| S        | Simone Anzani       | BluVolley Verona   | definitivo |
| S/O      | Luca Cacciatore     | Iglesias           | definitivo |
| C        | Francesco Fortunato | Atripalda          | definitivo |
| S        | Marcus Guttmann     | -                  | ritirato   |
| S        | Niki Hendriks       | Modena             | definitivo |
| L        | Marco Lo Bianco     | Città di Castello  | definitivo |
| P        | Marco Marzola       | 4 Torri Ferrara    | definitivo |
| C        | Daniele Mazzone     | Molfetta           | definitivo |
| S/O      | Danail Milušev      | Spacer's Toulouse  | definitivo |
| P        | Adriano Paolucci    | Sir Safety Perugia | definitivo |
| S        | Claudio Paris       | Atripalda          | definitivo |
| S        | Giuseppe Patriarca  | Porto Robur Costa  | definitivo |
| C        | Pierpaolo Polselli  | ?                  | definitivo |
| L        | Roberto Romiti      | Potentino          | definitivo |
| S        | Lorenzo Scuderi     | Mondovì            | definitivo |
| S        | Antti Siltala       | Gazélec Ajaccio    | definitivo |
| S        | Kyle Williamson     | ?                  | definitivo |

## Risultati

### Serie A2

#### Girone di andata
| 1ª giornata - 20 ottobre 2013 PalaPolsinelli, Sora           | Argos            | 2 - 3 | Potentino          | 25-22, 25-27, 25-21, 23-25, 10-15 |
| 2ª giornata - 27 ottobre 2013 PalaFantozzi, Capo d'Orlando   | Brolo            | 0 - 3 | Argos              | 22-25, 18-25, 18-25               |
| 3ª giornata - 3 novembre 2013 PalaParini, Cantù              | Libertas Brianza | 1 - 3 | Argos              | 20-25, 25-20, 16-25, 12-25        |
| 4ª giornata - 10 novembre 2013 PalaPolsinelli, Sora          | Argos            | 3 - 1 | New Mater          | 25-17, 25-22, 22-25, 25-17        |
| 5ª giornata - 17 novembre 2013 PalaFabris, Padova            | Padova           | 3 - 0 | Argos              | 25-22, 25-18, 25-22               |
| 6ª giornata - 24 novembre 2013 PalaPolsinelli, Sora          | Argos            | 3 - 0 | Powervolley Milano | 25-13, 25-21, 25-14               |
| 7ª giornata - 1º dicembre 2013 Palazzetto dello Sport, Monza | Milano           | 3 - 0 | Argos              | 25-19, 25-21, 25-17               |
| 8ª giornata - 8 dicembre 2013 PalaPolsinelli, Sora           | Argos            | 3 - 1 | Impavida Ortona    | 26-24, 20-25, 25-20, 25-18        |
| 9ª giornata - 15 dicembre 2013 PalaPolsinelli, Sora          | Argos            | 3 - 2 | Corigliano Volley  | 25-23, 23-25, 25-17, 23-25, 22-20 |
| 10ª giornata - 22 dicembre 2014 PalaSassi, Matera            | Matera Bulls     | 0 - 3 | Argos              | 19-25, 23-25, 15-25               |

#### Girone di ritorno
| 12ª giornata - 29 dicembre 2014 PalaPrincipi, Potenza Picena   | Potentino          | 2 - 3 | Argos            | 25-18, 18-25, 11-25, 25-21, 9-15  |
| 13ª giornata - 5 gennaio 2014 PalaPolsinelli, Sora             | Argos              | 3 - 0 | Brolo            | 25-15, 25-22, 25-14               |
| 14ª giornata - 19 gennaio 2014 PalaPolsinelli, Sora            | Argos              | 3 - 1 | Libertas Brianza | 22-25, 25-23, 25-16, 25-20        |
| 15ª giornata - 26 gennaio 2014 PalaGrotta, Castellana Grotte   | Materdomini        | 3 - 1 | Argos            | 25-23, 19-25, 25-20, 25-17        |
| 16ª giornata - 2 febbraio 2014 PalaPolsinelli, Sora            | Argos              | 3 - 1 | Padova           | 25-22, 25-22, 12-25, 25-20        |
| 17ª giornata - 9 febbraio 2014 Centro Pavesi, Milano           | Powervolley Milano | 1 - 3 | Argos            | 23-25, 25-21, 21-25, 21-25        |
| 18ª giornata - 16 febbraio 2014 PalaPolsinelli, Sora           | Argos              | 2 - 3 | Milano           | 25-16, 25-21, 25-27, 27-29, 7-15  |
| 19ª giornata - 23 febbraio 2014 Palasport Comunale, Ortona     | Impavida Ortona    | 3 - 1 | Argos            | 25-18, 36-38, 25-17, 25-20        |
| 20ª giornata - 2 marzo 2014 PalaCorigliano, Corigliano Calabro | Corigliano Volley  | 1 - 3 | Argos            | 22-25, 25-22, 22-25, 27-29        |
| 21ª giornata - 9 marzo 2014 PalaPolsinelli, Sora               | Argos              | 3 - 2 | Matera Bulls     | 14-25, 25-23, 27-29, 25-17, 18-16 |

#### Play-off promozione
| Quarti di finale (gara 1) - 30 marzo 2014 PalaPolsinelli, Sora          | Argos            | 3 - 0 | Materdomini      | 25-23, 25-18, 25-23               |
| Quarti di finale (gara 2) - 2 aprile 2014 PalaGrotte, Castellana Grotte | Materdomini      | 2 - 3 | Argos            | 22-25, 25-20, 23-25, 25-18, 13-15 |
| Semifinali (gara 1) - 13 aprile 2014 PalaPolsinelli, Sora               | Argos            | 1 - 3 | Libertas Brianza | 16-25, 20-25, 25-15, 19-25        |
| Semifinali (gara 2) - 20 aprile 2014 PalaParini, Cantù                  | Libertas Brianza | 3 - 2 | Argos            | 23-25, 27-25, 18-25, 25-23, 15-10 |
| Semifinali (gara 3) - 23 aprile 2014 PalaPolsinelli, Sora               | Argos            | 3 - 2 | Libertas Brianza | 25-17, 25-20, 18-25, 19-25, 15-7  |
| Semifinali (gara 4) - 27 aprile 2014 PalaParini, Cantù                  | Libertas Brianza | 3 - 2 | Argos            | 25-19, 25-22, 18-25, 19-25, 15-11 |

### Coppa Italia di Serie A2

#### Fase a eliminazione diretta
| Semifinali - 11 gennaio 2014 Palazzetto dello Sport, Monza | Padova | 3 - 0 | Argos | 25-16, 25-21, 25-16 |

## Statistiche

### Statistiche di squadra
| Competizione             | Punti | In casa | In casa | In casa | In trasferta | In trasferta | In trasferta | Totale | Totale | Totale |
| Competizione             | Punti | G       | V       | P       | G            | V            | P            | G      | V      | P      |
| ------------------------ | ----- | ------- | ------- | ------- | ------------ | ------------ | ------------ | ------ | ------ | ------ |
| Serie A2                 | 41    | 13      | 10      | 3       | 13           | 7            | 6            | 26     | 17     | 9      |
| Coppa Italia di Serie A2 | -     | -       | -       | -       | -            | -            | -            | 1      | 0      | 1      |
| Totale                   | -     | 13      | 10      | 3       | 13           | 7            | 6            | 27     | 17     | 10     |

G = partite giocate; V = partite vinte; P = partite perse

### Statistiche dei giocatori
| Giocatore          | Serie A2 | Serie A2 | Serie A2 | Serie A2 | Serie A2 | Coppa Italia di Serie A2 | Coppa Italia di Serie A2 | Coppa Italia di Serie A2 | Coppa Italia di Serie A2 | Coppa Italia di Serie A2 | Totale | Totale | Totale | Totale | Totale |
| Giocatore          | P        | PT       | AV       | MV       | BV       | P                        | PT                       | AV                       | MV                       | BV                       | P      | PT     | AV     | MV     | BV     |
| ------------------ | -------- | -------- | -------- | -------- | -------- | ------------------------ | ------------------------ | ------------------------ | ------------------------ | ------------------------ | ------ | ------ | ------ | ------ | ------ |
| L. Beccaro         | 16       | -        | -        | -        | -        | 1                        | -                        | -                        | -                        | -                        | 17     | -      | -      | -      | -      |
| F. Bonomi          | 14       | 15       | 8        | 6        | 1        | 0                        | 0                        | 0                        | 0                        | 0                        | 14     | 15     | 8      | 6      | 1      |
| M. Casarin         | 19       | 121      | 101      | 16       | 4        | 0                        | 0                        | 0                        | 0                        | 0                        | 19     | 121    | 101    | 16     | 4      |
| M. Cittadino       | 18       | 73       | 47       | 21       | 5        | 1                        | 0                        | 0                        | 0                        | 0                        | 19     | 73     | 47     | 21     | 5      |
| N. Daldello        | 23       | 61       | 30       | 15       | 16       | 1                        | 1                        | 0                        | 0                        | 1                        | 24     | 62     | 30     | 15     | 17     |
| A. de Araújo       | 17       | 137      | 118      | 11       | 8        | 1                        | 8                        | 8                        | 0                        | 0                        | 18     | 145    | 126    | 11     | 8      |
| A. Fiore           | 21       | 279      | 204      | 41       | 34       | 1                        | 7                        | 6                        | 0                        | 1                        | 22     | 286    | 210    | 41     | 35     |
| M. Gaudieri        | -        | -        | -        | -        | -        | -                        | -                        | -                        | -                        | -                        | -      | -      | -      | -      | -      |
| C. Gradi           | 17       | 116      | 102      | 9        | 5        | 1                        | 7                        | 7                        | 0                        | 0                        | 18     | 123    | 109    | 9      | 5      |
| M. Guttmann        | 5        | 52       | 45       | 5        | 2        | -                        | -                        | -                        | -                        | -                        | 5      | 52     | 45     | 5      | 2      |
| M. Lo Bianco       | 5        | -        | -        | -        | -        | -                        | -                        | -                        | -                        | -                        | 5      | -      | -      | -      | -      |
| R. Rea             | -        | -        | -        | -        | -        | -                        | -                        | -                        | -                        | -                        | -      | -      | -      | -      | -      |
| M. Rizzo           | 14       | 1        | 0        | 1        | 0        | 1                        | 0                        | 0                        | 0                        | 0                        | 1      | 1      | 0      | 1      | 0      |
| H. Salgado         | 26       | 250      | 183      | 51       | 16       | 1                        | 4                        | 4                        | 0                        | 0                        | 27     | 254    | 187    | 51     | 16     |
| V. Tamburo         | 25       | 406      | 362      | 34       | 10       | 1                        | 5                        | 5                        | 0                        | 0                        | 26     | 411    | 367    | 34     | 10     |
| Daniele Tomassetti | 23       | 166      | 116      | 42       | 8        | 1                        | 7                        | 6                        | 1                        | 0                        | 24     | 173    | 122    | 43     | 8      |
| K. Williamson      | 6        | 6        | 5        | 1        | 0        | -                        | -                        | -                        | -                        | -                        | 6      | 6      | 5      | 1      | 0      |

P = presenze; PT = punti totali; AV = attacchi vincenti; MV = muri vincenti; BV = battute vincenti